# خداحافظ و شرت کم
خداحافظ و شرّت کم (به انگلیسی: Goodbye & Good Riddance) نخستین آلبوم استودیویی از خواننده آمریکایی جوس ورلد است. آلبوم توسط گِرِید اِی پروداکشنز و اینتراسکوپ رکوردز در ۲۳ مه ۲۰۱۸ به انتشار رسید. آلبوم در هفته نخست از انتشار به جایگاه پانزده در جدول بیلبورد ۲۰۰ ایالات متحده آمریکا رسید. همچنین در ۵ دسامبر ۲۰۱۸ از انجمن صنعت ضبط موسیقی آمریکا گواهی پلاتین دریافت کرد.

## تک‌آهنگ‌ها
«همه دختران یکسان هستند» تک‌آهنگ پیشگام از آلبوم در ۱۳ آوریل ۲۰۱۸ منتشر شد. «رویاهای واضح» دومین تک‌آهنگ در ۴ مه ۲۰۱۸ منتشر شد و به جایگاه دوم در جدول ۱۰۰ آهنگ داغ بیلبورد آمریکا رسید.

## یادداشت
1. ↑  Grade A Productions